# The Reel Me
The Reel Me je treći glazbeni DVD američke pjevačice Jennifer Lopez objavljen 18. studenog 2003. u izdanju Epic Recordsa.

## Popis pjesama

### DVD
1. "If You Had My Love"
2. "No Me Ames"
3. "Waiting for Tonight" (Hex Hector Remix)
4. "Feelin' So Good"
5. "Love Don't Cost a Thing"
6. "Play"
7. "I'm Real"
8. "I'm Real (Murder Remix)
9. "Ain't It Funny"
10. "Alive"
11. "Ain't It Funny (Murder Remix)
12. "I'm Gonna Be Alright" (Track Masters Remix)
13. "Jenny from the Block"
14. "All I Have"
15. "I'm Glad"
16. "Baby I Love U!"
17. "Outro"

### Bonus CD
1. "Baby I Love U!"
2. "Jenny from the Block" (Seismic Crew's Latin Disco Trip)
3. "All I Have" (Ignorants Mix featuring LL Cool J)
4. "I'm Glad" (Paul Oakenfold Perfecto Remix)
5. "The One" (Bastone & Burnz Club Mix)
6. "Baby I Love U!" (R. Kelli Remix)

## Top liste
| Top liste (2003.) | Najviša pozicija |
| ----------------- | ---------------- |
| SAD Billboard 200 | 69               |